# Anastasia Beverly Hills
Анастасиа Беверли Хилс, позната и као АБХ, је америчка козметичка компанија најпознатија по производима за обрве. Компанију је основала извршни директор (ЦЕО), Анастасиа Соаре. Соареова ћерка Клаудиа Соаре је председник компаније. Године 2018. компанија је била вредна 3 милијарде долара и имала је преко 200 милиона долара у оперативним приходима.

## Историја
АБХ производи су доступни на веб адреси анастасиабеверлихилс.ком, и у продајним објектима Дилард'с, Мејсис, Нордстром, Сефора, УЛТА, и продавницама у више од 25 земаља. АБХ се залаже за производњу, тестирање и развој производа без окрутности.
Анастасиа Соаре, рођена у Румунији, лансирала је 1997. године свој бренд са Беверли Хилс салоном и започела производњу 2000. године. Укорењена у светој геометрији Златног Пресека, АБХ ствара престижну козметику за страствену публику.
Соаре је прва представила обликовање обрва и производе базиране на њеном патентираном методу обликовања обрва Златни пресек, и заслужна је за потстицање више-милијунских послова у овој сфери. Популаризована кроз односе са ВИП клијентима у свету,„револуција обрва“ коју је започела постала је значајан део историје лепоте. У 2014. години АБХ је дебитовао са својом линијом боја за шминкање на Инстаграму, развијајући однос са клијентима фокусираним на упознавању производа, уметности и пружању „ултимативно сјајног изгледа“ по којем је бренд познат. АБХ је примио признања широм света за дигиталне иновације и бројне похвале за производе као што су Бров Виз, Контур Кит и Teчни кармин.

## Контроверза
У јулу 2017. АБХ је издао палету сенки "Супкултуру". Онлајн критичари критиковали су лошу блендабилност и превелику растреситост сенки за очи, наводећи компанију да се извини на друштвеним медијима.

## Анастасиина метода златног пресека
Наше очи су истински обучене да уочавају божанску пропорцију и одмах је повезују са лепотом и хармонијом. - Анастасиа Соаре.
То је добро документовано током миленијума револуционарних мислилаца - укључујући Питагору, Леонарда Да Винчија и Алберта Ајнштајна - да је људско око направљено да препознаје универзални фрактал природе: Златни однос. Овај математички однос од 1.618 до 1 - у којем је цјелина већа од збира његових дијелова - нуди кључ за проналажење равнотеже, симетрије и љепоте.Инспирисана овим прастарим односом, Анастазија је створила јединствен и револуционаран метод обликовања обрва. Пратећи ове принципе, могла је да створи низ лукова који савршено савијају и одговарају сваком облику лица.
„Обрве треба да почну директно изнад средине ноздрва. Највиша тачка лука треба да повеже врх носа са средином ириса. Обрве треба да се зауставе тамо где се угао носнице повезује са спољним углом ока ”, каже Анастасиа.

## Сарадње
АБХ је сарађивао са неколико инфлуенсера који утичу на стварање лепоте и креирања нових производа. У 2016. години АБХ је сарађивао са "Мејкап бај Марио" како би створио мастер палету сенки. Палета је најављена преко Снепчет профила Ким Кардашијан, а Марио је по њој назвао две сенке. Марио је Кардашијанин шминкер дуги низ година. У 2017. години АБХ је сарађивао са Никол Гуериеро како би створио комплет за сјај који садржи шест хајлајтера. Гуериеро и АБХ су промовисали производ на Инстаграму. Године 2018. АБХ је сарађивао са АмРези-ом и креирали су индивидуалан хајлајтер.Илуминатор је светлуцав, са златним завршетком. Погодан је за све типове коже.